# Cross-country aux Jeux olympiques
Pour un article plus général, voir Athlétisme aux Jeux olympiques.
Le cross-country a fait partie du programme des Jeux olympiques d'été en 1912, 1920 et 1924, consistant en une épreuve individuelle et une épreuve par équipes. 

## Histoire
Les distances des courses individuelles étaient d'environ 12 000 m en 1912, d'environ 8 000 m en 1920 et d'environ 10 000 m en 1924.
Le Finlandais Paavo Nurmi est l'athlète le plus titré en remportant quatre médailles d'or au total, dont deux à titre individuel.

### Tentatives de retours
En 2020, World Athletics a demandé officiellement au Comité international olympique le retour de l'épreuve de cross-country au programme des Jeux olympiques d'été de 2024 à Paris, cent ans après la dernière épreuve, disputée également à Paris. La compétition prendrait la forme d'un relais mixte par équipes de 4 coureurs (deux hommes et deux femmes) disputé sur la distance de 20 kilomètres. Chacun des relayeurs aurait à parcourir deux fois la distance de 2,5 km.
En 2024, une autre piste est envisagée, avec l'intégration du cross-country aux Jeux olympiques d'hiver. World Athletics propose une première édition l'hiver pour les Jeux de 2030. La principale opposition vient de l'article 6.2 du règlement des Jeux olympiques d'hiver qui stipule : « Seuls les sports qui se pratiquent sur la neige ou la glace sont considérés comme des sports d'hiver ».

## Éditions
| Années      | 96 | 00 | 04 | 08 | 12 | 20 | 24 | 28 | 32 | 36 | 48 | 52 | 56 | 60 | 64 | 68 | 72 | 76 | 80 | 84 | 88 | 92 | 96 | 00 | 04 | 08 | 12 | 16 | Total |
| ----------- | -- | -- | -- | -- | -- | -- | -- | -- | -- | -- | -- | -- | -- | -- | -- | -- | -- | -- | -- | -- | -- | -- | -- | -- | -- | -- | -- | -- | ----- |
| Individuel  |    |    |    |    | X  | X  | X  |    |    |    |    |    |    |    |    |    |    |    |    |    |    |    |    |    |    |    |    |    | 3     |
| Par équipes |    |    |    |    | X  | X  | X  |    |    |    |    |    |    |    |    |    |    |    |    |    |    |    |    |    |    |    |    |    | 3     |

## Palmarès

### Individuel
| Édition | Or                       | Argent                  | Bronze                   |
| ------- | ------------------------ | ----------------------- | ------------------------ |
| 1912    | Hannes Kolehmainen (FIN) | Hjalmar Andersson (SWE) | John Eke (SWE)           |
| 1920    | Paavo Nurmi (FIN)        | Eric Backman (SWE)      | Heikki Liimatainen (FIN) |
| 1924    | Paavo Nurmi (FIN)        | Ville Ritola (FIN)      | Earl Johnson (USA)       |

### Par équipes
| Édition | Or                                                         | Argent                                                    | Bronze                                                           |
| ------- | ---------------------------------------------------------- | --------------------------------------------------------- | ---------------------------------------------------------------- |
| 1912    | Suède Hjalmar Andersson John Eke Josef Ternström           | Finlande Hannes Kolehmainen Jalmari Eskola Albin Stenroos | Grande-Bretagne Frederick Hibbins Ernest Glover Thomas Humphreys |
| 1920    | Finlande Paavo Nurmi Heikki Liimatainen Teodor Koskenniemi | Grande-Bretagne James Wilson Frank Hegarty Alfred Nichols | Suède Eric Backman Gustaf Mattsson Hilding Ekman                 |
| 1924    | Finlande Paavo Nurmi Ville Ritola Heikki Liimatainen       | États-Unis Earl Johnson Arthur Studenroth August Fager    | France Henri Lauvaux Gaston Heuet Maurice Norland                |